# Sandro Tonali
Sandro Tonali (ur. 8 maja 2000 w Lodi) – włoski piłkarz występujący na pozycji pomocnika w angielskim klubie Newcastle United oraz w reprezentacji Włoch.

## Kariera klubowa

### Brescia Calcio
Tonali karierę klubową rozpoczynał w Brescii Calcio, w której zadebiutował 26 sierpnia 2017 w meczu z Avellino (1:2). Pierwszą bramkę dla klubu zdobył 28 kwietnia 2018 w przegranym 4:2 spotkaniu przeciwko Salernitanie.
W sezonie 2018/2019 wywalczył wraz z zespołem awans do Serie A, zdobywając 67 punktów. Indywidualnie wystąpił w 34 ligowych meczach, strzelił 3 bramki i zanotował 4 asysty.
9 września 2020 został wypożyczony na jeden sezon do Milanu z wykupem za 15 milionów euro. 17 września zanotował debiut w klubie w wygranym 2:0 meczu drugiej rundy kwalifikacji do Ligi Europy UEFA przeciwko Shamrock Rovers. W barwach Milanu po raz pierwszy zagrał w lidze 21 września w spotkaniu z Bologną.

### AC Milan
8 czerwca 2021 został wykupiony przez Milan, z którym podpisał pięcioletni kontrakt. Pierwszą bramkę dla klubu zdobył 29 sierpnia 2021, trafiając w meczu z Cagliari (4:1). Sezon 2021/2022 zakończył z 45 występami, w których strzelił 5 bramek. Milan zdobył w tym sezonie mistrzostwo Włoch, pierwszy raz od 11 lat.

### Newcastle United
3 lipca 2023 został zawodnikiem Newcastle United, z którym związał się pięcioletnią umową. Angielski klub zapłacił za zawodnika 70 milionów euro – stał się tym samym najdroższym włoskim zawodnikiem w historii. 12 sierpnia w debiucie w Premier League, w meczu przeciwko Aston Villi (5:1), strzelił pierwszą bramkę w barwach klubu.

### Zawieszenie związane z obstawianiem meczów[13]
Sandro Tonali zawieszony na 10 miesięcy ze względu na nielegalny udział w zakładach bukmacherskich.
Po zakończeniu okresu zawieszenia od gry, włoski pomocnik będzie również zobowiązany do udziału w kilkumiesięcznym planie rehabilitacji od swojego uzależnienia. 
Wraz z wejściem wyroku w życie, Newcastle ma zaprzestać wypłacania pensji zawodnikowi. 
Swoistym kołem ratunkowym dla Tonaliego ma być możliwość udziału w treningach z drużyną Srok w okresie zawieszenia.